# Franqueville (Eure)
Pour les articles homonymes, voir Franqueville.
Franqueville est une commune française située dans le département de l'Eure en région Normandie.

## Géographie

### Localisation
Franqueville est une commune du nord-ouest du département de l'Eure. Elle se situe aux confins est du Lieuvin, à l'ouest de la vallée de la Risle, qui marque la limite avec le plateau du Neubourg.
Limitriphe par le sud-est de Brionne, elle est située à vol d'oiseau à 13 km de Bernay, à 42 km Évreux et à 52 km de Rouen.
La commune se trouve dans la zone d'emploi et dans le bassin de vie de Bernay.

### Communes limitrophes
Les communes limitrophes sont  Aclou, Boisney, Brionne et Hecmanville.
| Hecmanville | Brionne        | Brionne       |
| Hecmanville | Franqueville   | Brionne Aclou |
| Boisney     | Boisney, Aclou | Aclou         |

### Géologie et relief
La superficie de la commune est de 3,03 km2 ; son altitude varie de 129  à   157 mètres.

### Hydrographie
La commune est située dans le bassin Seine-Normandie. Elle n'est drainée par aucun cours d'eau,.

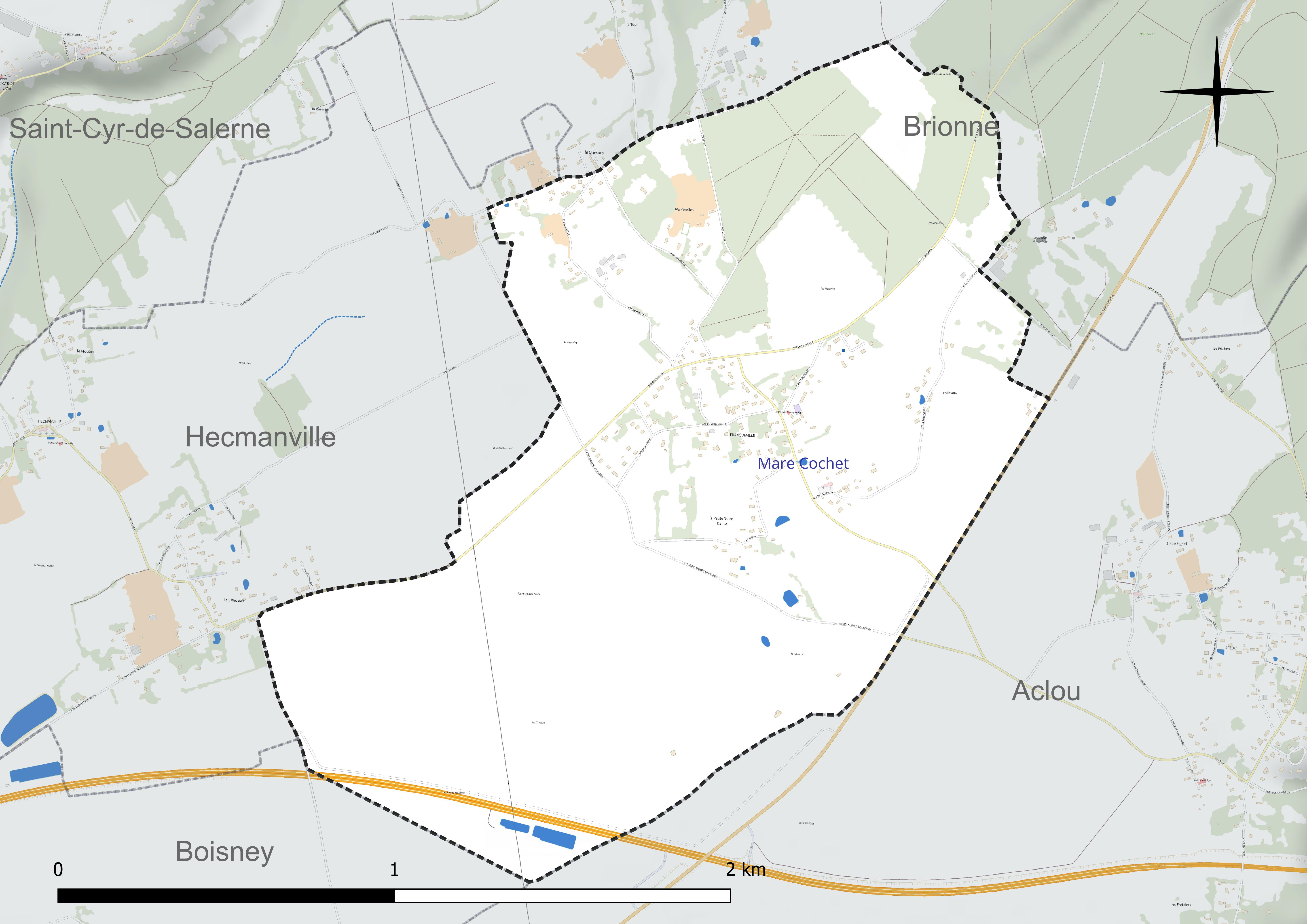
Réseau hydrographique de Franqueville.

Un plan d'eau complète le réseau hydrographique : la mare Cochet (0 ha),.

### Climat
Pour des articles plus généraux, voir Climat de la Normandie et Climat de l'Eure.
En 2010, le climat de la commune est de type climat océanique dégradé des plaines du Centre et du Nord, selon une étude du CNRS s'appuyant sur une série de données couvrant la période 1971-2000. En 2020, Météo-France publie une typologie des climats de la France métropolitaine dans laquelle la commune est exposée à un climat océanique et est dans la région climatique Côtes de la Manche orientale, caractérisée par un faible ensoleillement (1 550 h/an) ; forte humidité de l’air (plus de 20 h/jour avec humidité relative > 80 % en hiver), vents forts fréquents. Parallèlement le GIEC normand, un groupe régional d’experts sur le climat, différencie quant à lui, dans une étude de 2020, trois grands types de climats pour la région Normandie, nuancés à une échelle plus fine par les facteurs géographiques locaux. La commune est, selon ce zonage, exposée à un « climat contrasté des collines », correspondant au Pays d’Auge, Lieuvin et Roumois, moins directement soumis aux flux océaniques et connaissant toutefois des précipitations assez marquées en raison des reliefs collinaires qui favorisent leur formation.
Pour la période 1971-2000, la température annuelle moyenne est de 10,2 °C, avec  une amplitude thermique annuelle de 13,5 °C. Le cumul annuel moyen de précipitations est de 776 mm, avec 12,5 jours de précipitations en janvier et 8,5 jours en juillet. Pour la période 1991-2020, la température moyenne annuelle observée sur la station météorologique la plus proche, située sur la commune de Brionne à 3 km à vol d'oiseau, est de 11,5 °C et le cumul annuel moyen de précipitations est de 791,7 mm,. Pour l'avenir, les paramètres climatiques de la commune estimés pour 2050 selon différents scénarios d’émission de gaz à effet de serre sont consultables sur un site dédié publié par Météo-France en novembre 2022.

### Milieux naturels et biodiversité

#### ZNIEFF de type 2
- La vallée de la Risle de Brionne à Pont-Audemer, la forêt de Montfort[13].

## Urbanisme

### Typologie
Au 1er janvier 2024, Franqueville est catégorisée commune rurale à habitat dispersé, selon la nouvelle grille communale de densité à 7 niveaux définie par l'Insee en 2022.
Elle est située hors unité urbaine et hors attraction des villes,.

### Occupation des sols

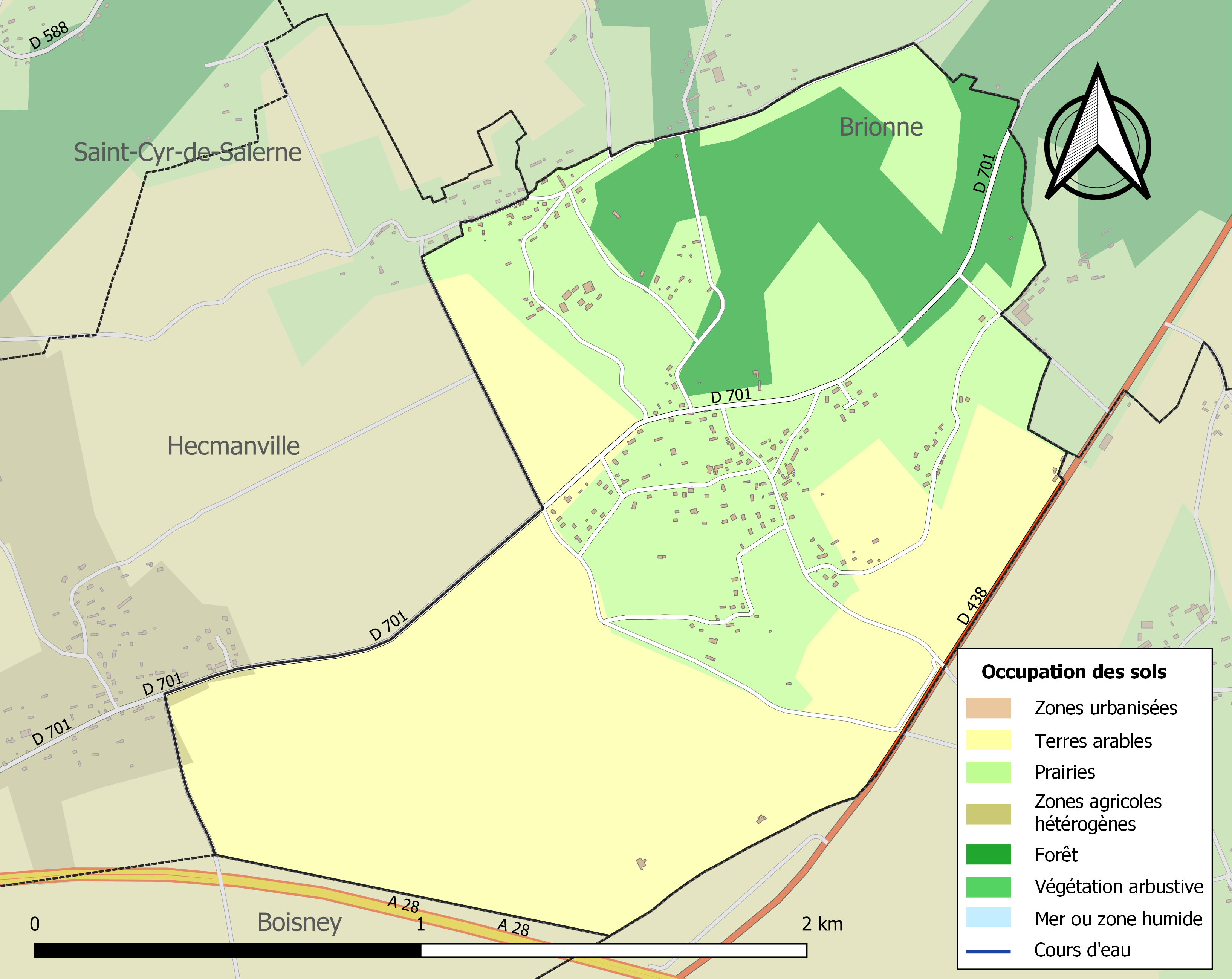
Carte des infrastructures et de l'occupation des sols de la commune en 2018 (CLC).

L'occupation des sols de la commune, telle qu'elle ressort de la base de données européenne d’occupation biophysique des sols Corine Land Cover (CLC), est marquée par l'importance des territoires agricoles (86,2 % en 2018), une proportion identique à celle de 1990 (86,2 %).
La répartition détaillée en 2018 est la suivante :  terres arables (54,2 %), prairies (31,9 %), forêts (13,8 %), zones agricoles hétérogènes (0,1 %).
L'évolution de l’occupation des sols de la commune et de ses infrastructures peut être observée sur les différentes représentations cartographiques du territoire : la carte de Cassini (XVIIIe siècle), la carte d'état-major (1820-1866) et les cartes ou photos aériennes de l'IGN pour la période actuelle (1950 à aujourd'hui).

### Habitat et logement
En 2021, le nombre total de logements dans la commune était de 136, alors qu'il était de 134 en 2016 et de 120 en 2011.
Parmi ces logements, 91,1 % étaient des résidences principales, 4,4 % des résidences secondaires et 4,4 % des logements vacants. Ces logements étaient  tous des maisons individuelles.
Le tableau ci-dessous présente la typologie des logements à Franqueville en 2021 en comparaison avec celle de l'Eure et de la France entière. Une caractéristique marquante du parc de logements est ainsi la faible proportion des résidences secondaires et logements occasionnels (4,4 %) par rapport au département (6,2 %) et à la France entière (9,7 %).
| Typologie                                               | Franqueville | Eure | France entière |
| ------------------------------------------------------- | ------------ | ---- | -------------- |
| Résidences principales (en %)                           | 91,1         | 85,8 | 82,2           |
| Résidences secondaires et logements occasionnels (en %) | 4,4          | 6,2  | 9,7            |
| Logements vacants (en %)                                | 4,4          | 8    | 8,1            |

### Voies de communication et transports
Le sud du territoire communal est traversé par l'autoroute A28. La commune, tangentée par l'est par l'ancienne route nationale 138, est desservie par la RD 701 qui la relie à Brionne.

## Toponymie

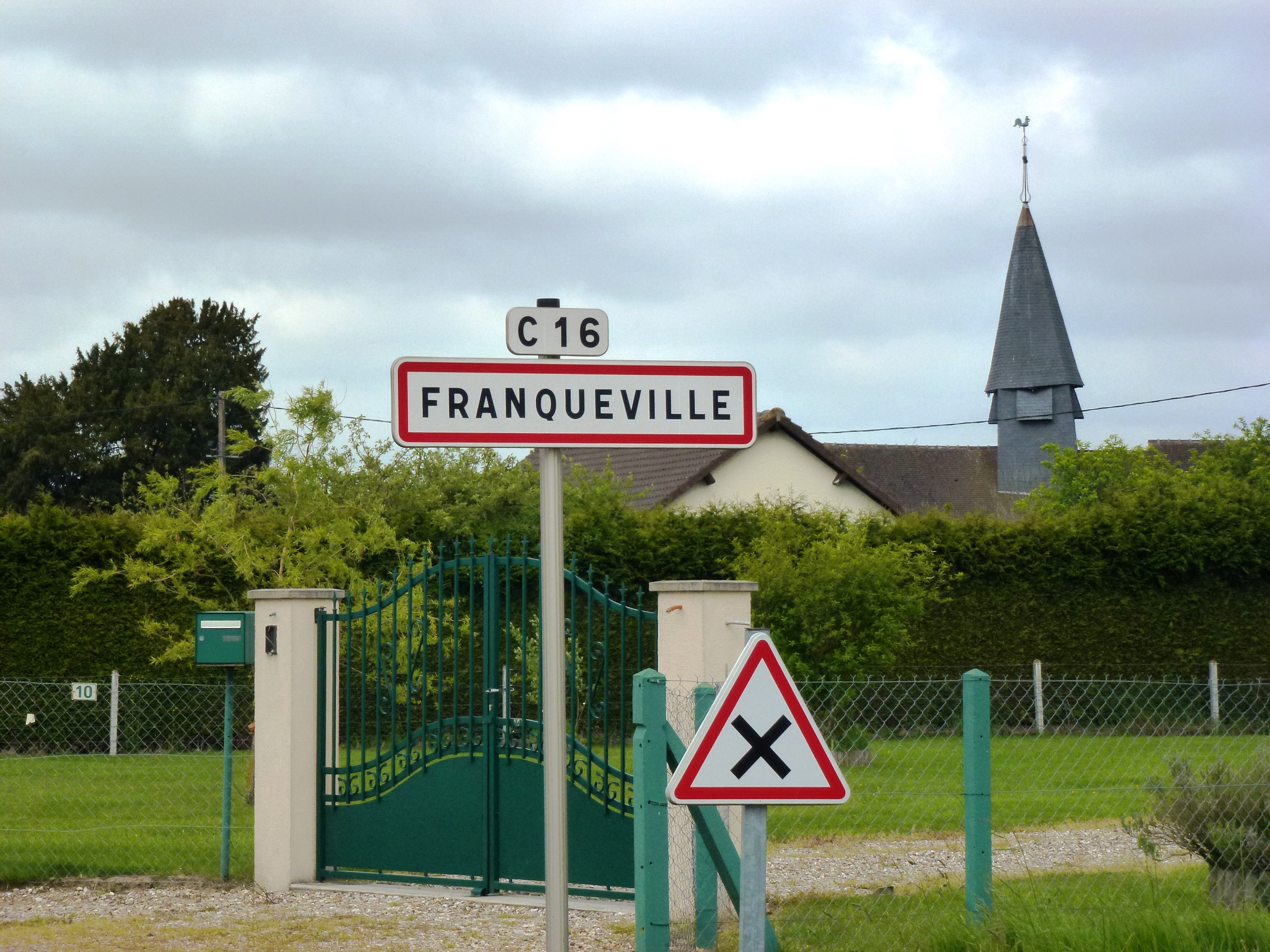

Le nom de la localité est attesté sous les formes Franquevilla super Brioniam (cartulaire du Prieuré de la Sainte-Trinité) et Franquevilla en 1314, Franqueville sur Brionne en 1334 (cartulaire S. Trinit. Bellimontis), Franqueville-la-Campagne en 1828 (L. Dubois).
Franqueville est mentionnée en 1314, comme Francavilla super Brioniam dans un cartulaire du Prieuré de la Sainte-Trinité de Beaumont-le-Roger, elle était alors déjà une paroisse dédiée à Notre Dame.

## Histoire

### Antiquité
Une voie romaine traverse la commune, la route de Lisieux à Brionne.

### Moyen Âge
Le village bénéficiait de franchises féodales[réf. nécessaire].
Le seigneur de Franqueville est cité au XIIe siècle dans une confirmation des dons de ses prédécesseurs à l'abbaye du Bec[réf. nécessaire].

## Politique et administration

### Rattachements administratifs et électoraux

#### Rattachements administratifs
La commune se trouve dans l'arrondissement de Bernay du département de l'Eure.
Elle faisait partie depuis 1801 du canton de Brionne. Dans le cadre du redécoupage cantonal de 2014 en France, cette circonscription administrative territoriale a disparu, et le canton n'est plus qu'une circonscription électorale.

#### Rattachements électoraux
Pour les élections départementales, la commune fait partie depuis 2014 d'un nouveau  canton de Brionne porté de 23 à 44 communes.
Pour l'élection des députés, elle fait partie de la deuxième circonscription de l'Eure.

### Intercommunalité
Franqueville  était membre de la communauté de communes rurales du canton de Brionne, un établissement public de coopération intercommunale (EPCI) à fiscalité propre créé fin 1997 et auquel la commune avait transféré un certain nombre de ses compétences, dans les conditions déterminées par le code général des collectivités territoriales.
Dans le cadre des dispositions de la loi portant nouvelle organisation territoriale de la République du 7 août 2015, qui prévoit que les établissements publics de coopération intercommunale (EPCI) à fiscalité propre doivent avoir un minimum de 15 000 habitants, cette intercommunalité a fusionné avec ses voisines pour former, le 1er janvier 2017, la communauté de communes dénommée Intercom Bernay Terres de Normandie, dont est désormais membre la commune.

### Liste des maires
| Période                                  | Période                        | Identité           | Étiquette | Qualité                                        |
| ---------------------------------------- | ------------------------------ | ------------------ | --------- | ---------------------------------------------- |
| Les données manquantes sont à compléter. |                                |                    |           |                                                |
|                                          |                                |                    |           |                                                |
| avant 1988                               | mars 2001                      | Jacques Crombez    |           |                                                |
| mars 2001                                | décembre 2016                  | Jean Daniel Rotrou |           | Garagiste Mort en fonction                     |
| mars                                     | novembre 2024                  | Guillaume Crombez  |           | Agriculteur Démissionnaire                     |
| décembre 2024                            | En cours (au 18 décembre 2024) | Patrick Brun       |           | Capitaine retraité de la gendarmerie nationale |

## Équipements et services publics

### Enseignement

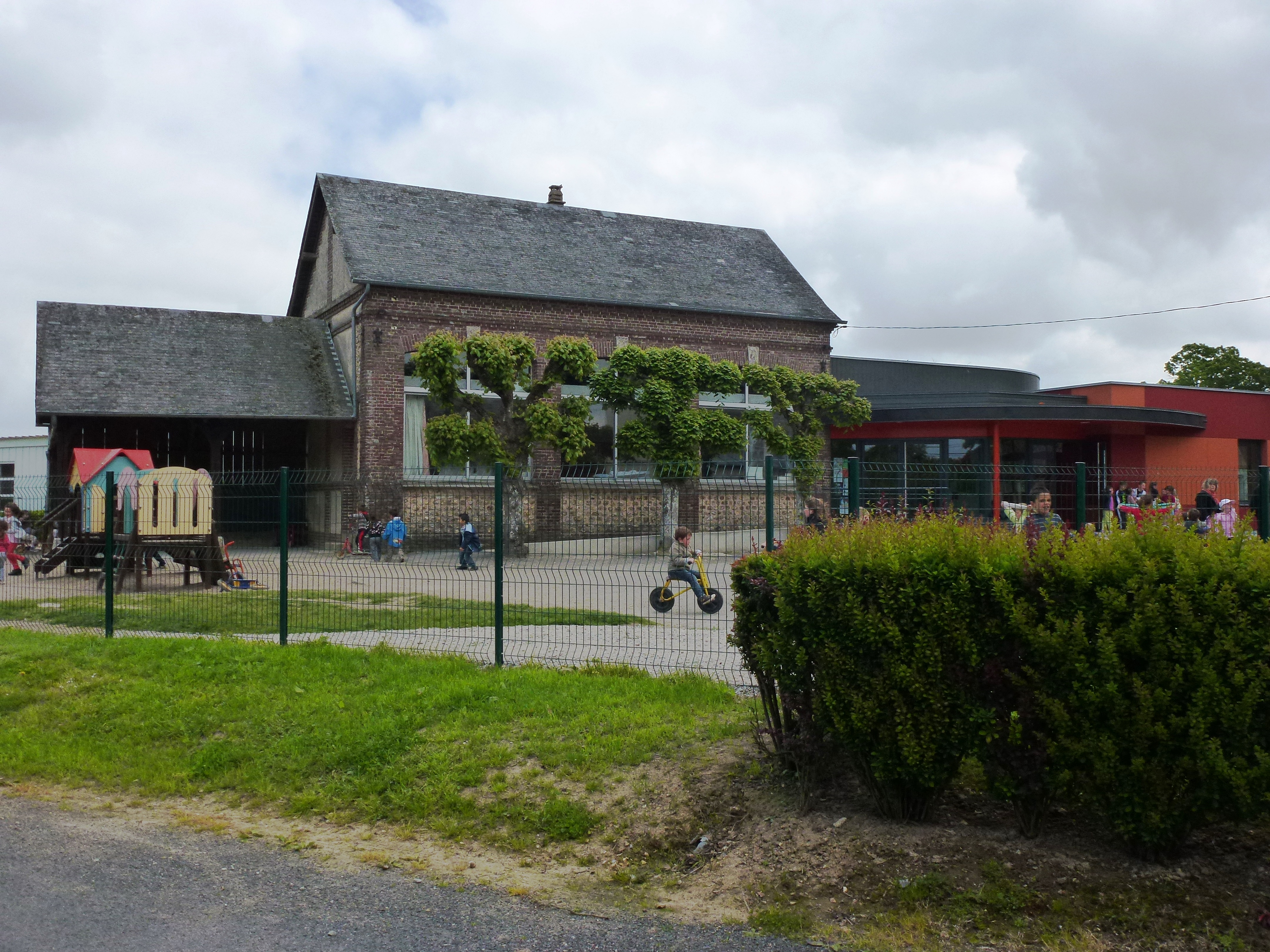
L'école.

Les enfants de la commune sont scolarisés avec ceux d'Aclou, Berthouville, Saint-Cyr-de-Salerne et de Hecmanville dans le cadre d'un regroupement pédagogique intercommunal.
L'école de Franqueville accueille en 2021/2022 soixante élèves de petite et moyenne section, grande section, CP et CE1 répartis en trois classes. La fermeture d'une classe est envisagée en 2024-2024 par l’État, suscitant les protestations des parents et des élus.

## Population et société

### Démographie
L'évolution du nombre d'habitants est connue à travers les recensements de la population effectués dans la commune depuis 1793. Pour les communes de moins de 10 000 habitants, une enquête de recensement portant sur toute la population est réalisée tous les cinq ans, les populations de référence des années intermédiaires étant quant à elles estimées par interpolation ou extrapolation. Pour la commune, le premier recensement exhaustif entrant dans le cadre du nouveau dispositif a été réalisé en 2005.

En 2022, la commune comptait 304 habitants, en évolution de −9,25 % par rapport à 2016 (Eure : −0,25 %, France hors Mayotte : +2,11 %).
| 1793 | 1800 | 1806 | 1821 | 1831 | 1836 | 1841 | 1846 | 1851 |
| ---- | ---- | ---- | ---- | ---- | ---- | ---- | ---- | ---- |
| 290  | 260  | 335  | 278  | 326  | 347  | 326  | 301  | 279  |

| 1856 | 1861 | 1866 | 1872 | 1876 | 1881 | 1886 | 1891 | 1896 |
| ---- | ---- | ---- | ---- | ---- | ---- | ---- | ---- | ---- |
| 272  | 253  | 246  | 207  | 212  | 216  | 190  | 172  | 127  |

| 1901 | 1906 | 1911 | 1921 | 1926 | 1931 | 1936 | 1946 | 1954 |
| ---- | ---- | ---- | ---- | ---- | ---- | ---- | ---- | ---- |
| 133  | 133  | 115  | 80   | 92   | 94   | 80   | 108  | 111  |

| 1962 | 1968 | 1975 | 1982 | 1990 | 1999 | 2005 | 2006 | 2010 |
| ---- | ---- | ---- | ---- | ---- | ---- | ---- | ---- | ---- |
| 85   | 94   | 116  | 174  | 273  | 256  | 260  | 266  | 301  |

| 2015 | 2020 | 2022 | - | - | - | - | - | - |
| ---- | ---- | ---- | - | - | - | - | - | - |
| 337  | 310  | 304  | - | - | - | - | - | - |

## Culture locale et patrimoine

### Lieux et monuments
- Église Notre-Dame.
- Le monument aux morts commémore 5 personnes, 4 de la guerre 1914-1918 et une de la guerre 1939-1945.

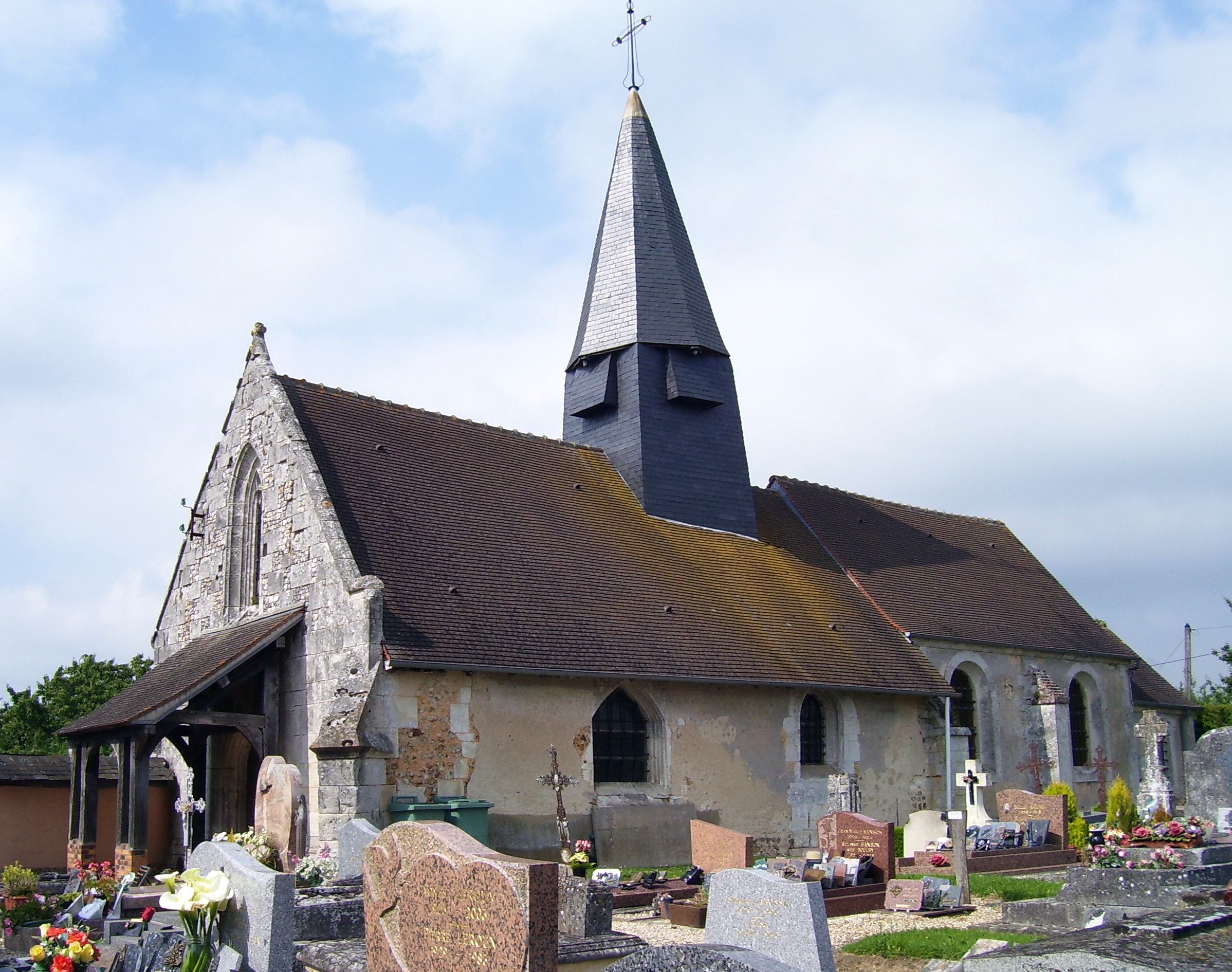
Église Notre-Dame.
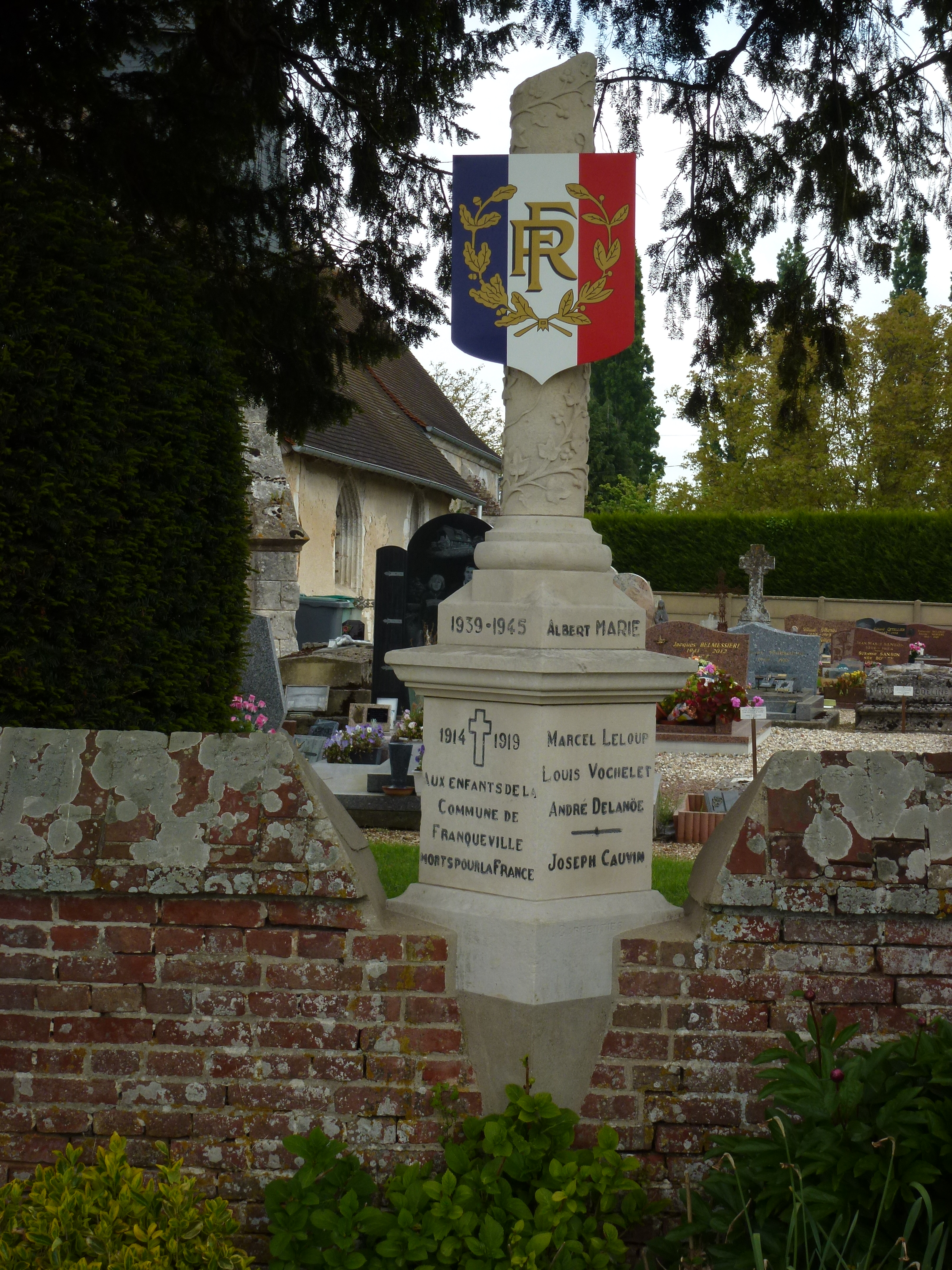
Le monument aux morts.

## Pour approfondir